# Acer lungshengense
Acer lungshengense — вид квіткових рослин з родини сапіндових. Ендемік пд.-сх. й пд.-цн. Китаю (Гуйчжоу, Гуансі, Хунань, Хубей). Росте в долинах змішаних лісів на висотах 1500–1800 метрів.

## Опис
Це листопадне дерево до 15 метрів заввишки. Кора темно-пурпурова. Гілочки темно-пурпурові, шорсткі, нинішнього року сіро опушені, старші голі. Листя: ніжка 7–9 см, сіро запушена; листова пластинка абаксіально зеленувата й гола крім як у пазухах жилок, адаксіально темно-зелена й гола, яйцеподібна, 14–18 × 12–15 см, 3-лопатева, частки яйцеподібні. Горішки опуклі, круглі; крило серпоподібне, включаючи горішок 6–6.5 × ≈ 1.2 см, крила розправлені прямо. Плодить у вересні.